# 로제르 르루

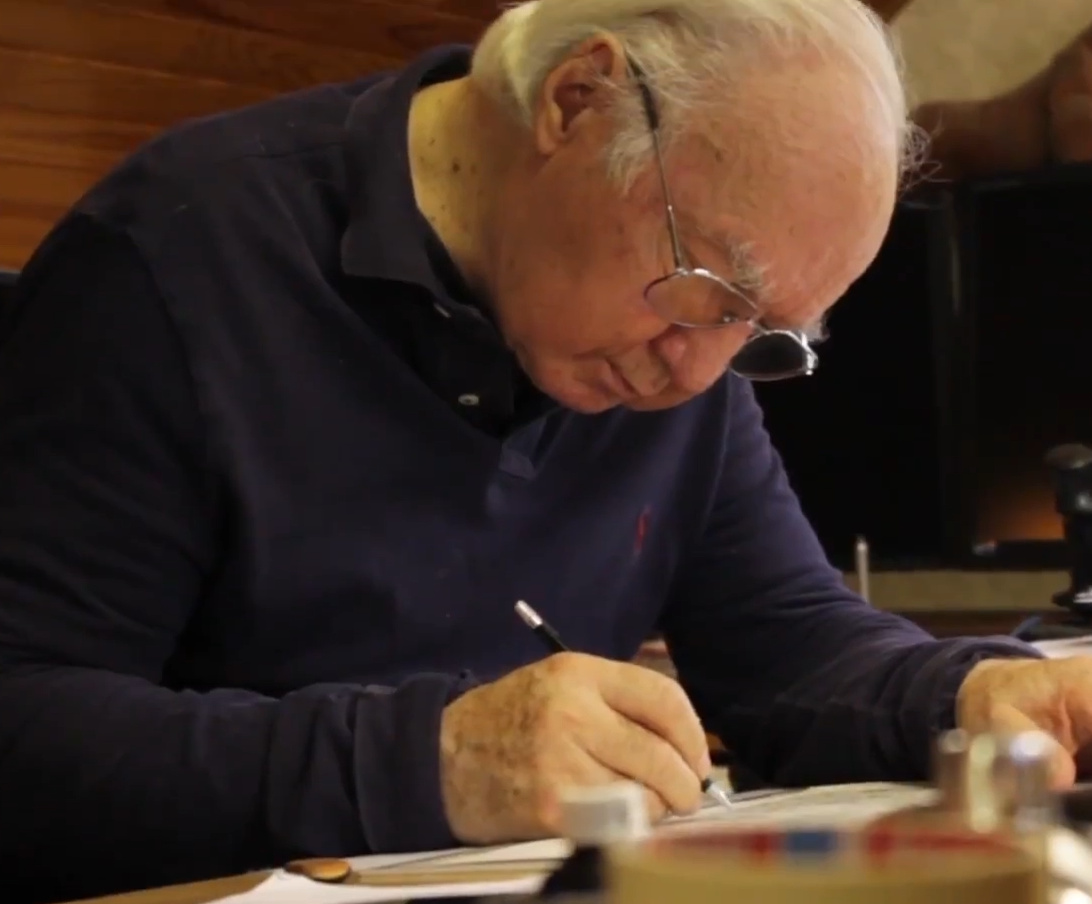

로제르 르루(Roger Leloup, 1933년 11월 17일 ~)는 벨기에의 만화가, 소설가, 그리고 에르제의 옛 동료이다. 그는 요코 츠노 만화 시리즈로 유명하다.

## 생애
1969년 12월 31일 르루는 과학기술이 감미된 공상과학 만화 요코 츠노를 만들기 위해 스튜디오 에르제에서 사임하였다. 요코 츠노라는 만화 주인공은 브뤼셀의 무대로 활약한 일본인 여성으로 그때 유럽의 청소년 잡지에 실렸던 대표적인 여자 만화 주인공이였다. 그는 한국인 딸을 입양한 적이 있다.